# Unga europeiska socialdemokrater
Unga europeiska socialdemokrater (engelska: Young European Socialists, YES), tidigare Europeiska unga socialdemokraters gemenskapsorganisation (engelska: European Community Organisation of Socialist Youth, ECOSY), är en organisation som samlar Europas alla socialdemokratiska och demokratiskt socialistiska ungdomsförbund. Organisationen bildades 1992 i Haag, Nederländerna, på initiativ av de ungdomsförbund vars länder redan var medlemmar i EG. Ett antal ungdomsförbund, bland andra de svenska (SSU) och österrikiska (SJÖ) socialdemokratiska ungdomsförbunden var kritiska till att bilda en organisation enbart för EU-medlemmar. Detta eftersom de ville samla alla socialdemokratiska ungdomsförbund i Europa i en organisation. 
Därför tog de initiativ till en alleuropeisk socialdemokratisk, ungdomsorganisation skild från YES, under beteckningen ESY, European Socialdemocratic Youth. Denna organisation blev emellertid tandlös eftersom allt fler länder gick med i EU. ESY gick därför upp i European Committee som är Socialistiska Ungdomsinternationelens, IUSY:s, europeiska avdelning.
SSU bytte då strategi och från 1994 engagerade man sig starkt i YES i syfte att bredda organisationens medlemstal så att alla europeiska länder kom med i YES istället. På kongressen 1999 gick SSU:s linje igenom med knapp majoritet. På kongressen 2001 genomfördes den första utvidgningen av YES vilken följdes av en ny utvidgning på kongressen 2003, fortfarande under Sveriges ledning. Efter hand har även övriga socialdemokratiska organisationer på europanivå följt YES:s exempel. 
YES är officiellt ungdomsförbund till Europeiska socialdemokratiska partiet, ESP, där även de svenska socialdemokraterna är medlemmar. YES är det största europeiska politiska ungdomsförbundet. I Europaparlamentet är man representerade av 19 ledamöter som är nominerade och valda genom kampanjer organiserade av YES:s medlemsorganisationer. Från Sverige sitter Åsa Westlund,  från s-studenter, i Europaparlamentet. Åsa Westlund satt i YES:s styrelse från 2000-2003 och var Feminist coordinator.
Svenska SSU har organiserat två YES-kongresser på Bommersvik. En år 2003 då även en svensk för första gången blev vald till ordförande. Den andra år 2013 då organisationen bland annat bytte namn.
Sedan 2013 är SSU:s förbundssekreterare Ellinor Eriksson vicepresident i YES. Samma år ändrade organisationen namn från ECOSY (European Community Organisation of Socialist Youth) till sitt nuvarande namn.
Motsvarigheter inom andra politiska familjer är Europeiska folkpartiets ungdomsförbund (YEPP) som samlar alla konservativa och kristdemokratiska ungdomsförbund, Europeiska liberala ungdomsförbundet (LYMEC) som samlar liberaler och Europeiska gröna partiets ungdomsförbund (FYEG) som samlar unga gröna.

## Medlemmar
- Belgien: Animo, Mouvement des Jeunes Socialistes (MJS)
- Bulgarien: Balgarska Socialisticeska Mladezhka (BSМ), Evropejska Ljava Mladezhka Alternativa (ELMA)
- Cypern: Neolea Sosialdimokraton (NEOS)
- Danmark: Danmarks Socialdemokratiske Ungdom (DSU)
- Estland: Noored Sotsiaaldemokraadid
- Finland: Sosialdemokraattiset Nuoret, Sosialdemokraattiset Opiskelijat
- Frankrike: Mouvement des Jeunes Socialistes (MJS)
- Grekland: Neolaia Pasok
- Irland: Labour Youth
- Italien: Federazione dei Giovani Socialisti (FGS)
- Lettland: Jauniešu organizācija Restart.lv
- Lettland: Jaunatnes Sociāldemokrātiskā Savienība (JSS)
- Litauen: Lietuvos socialdemokratinio jaunimo sąjunga (LSDJS)
- Luxemburg: Jeunesses Socialistes Luxembourgeoises (JSL)
- Kroatien: Forum mladih SDP
- Malta: Labour Youth Forum / Forum Zghazagh Laburisti
- Nederländerna: Jonge Socialisten in de PvdA (JS)
- Polen: Federacja Młodych Socjaldemokratów (FMS), Federacja Młodych Unii Pracy (FMUP)
- Portugal: Juventude Socialista (JS)
- Rumänien: Tineretul Social Democrat (TSD)
- Sverige: Sveriges Socialdemokratiska Ungdomsförbund (SSU), Socialdemokratiska Studentförbundet
- Slovakien: Mladá demokratická ľavica (MDĽ)
- Slovenien: Mladi forum ZLSD
- Spanien: Juventudes Socialistas de España (JS)
- Storbritannien: Labour Students, Young Labour
- Tjeckien: Mladí Sociální Demokraté (MSD)
- Tyskland: Jusos in der SPD, Sozialistische Jugend Deutschlands (SJD) - Die Falken
- Ungern: Fiatal Baloldal
- Österrike: Sozialistische Jugend Österreichs (SJ), Verband Sozialistischer StudentInnen Österreichs (VSStÖ)

## Ordförande

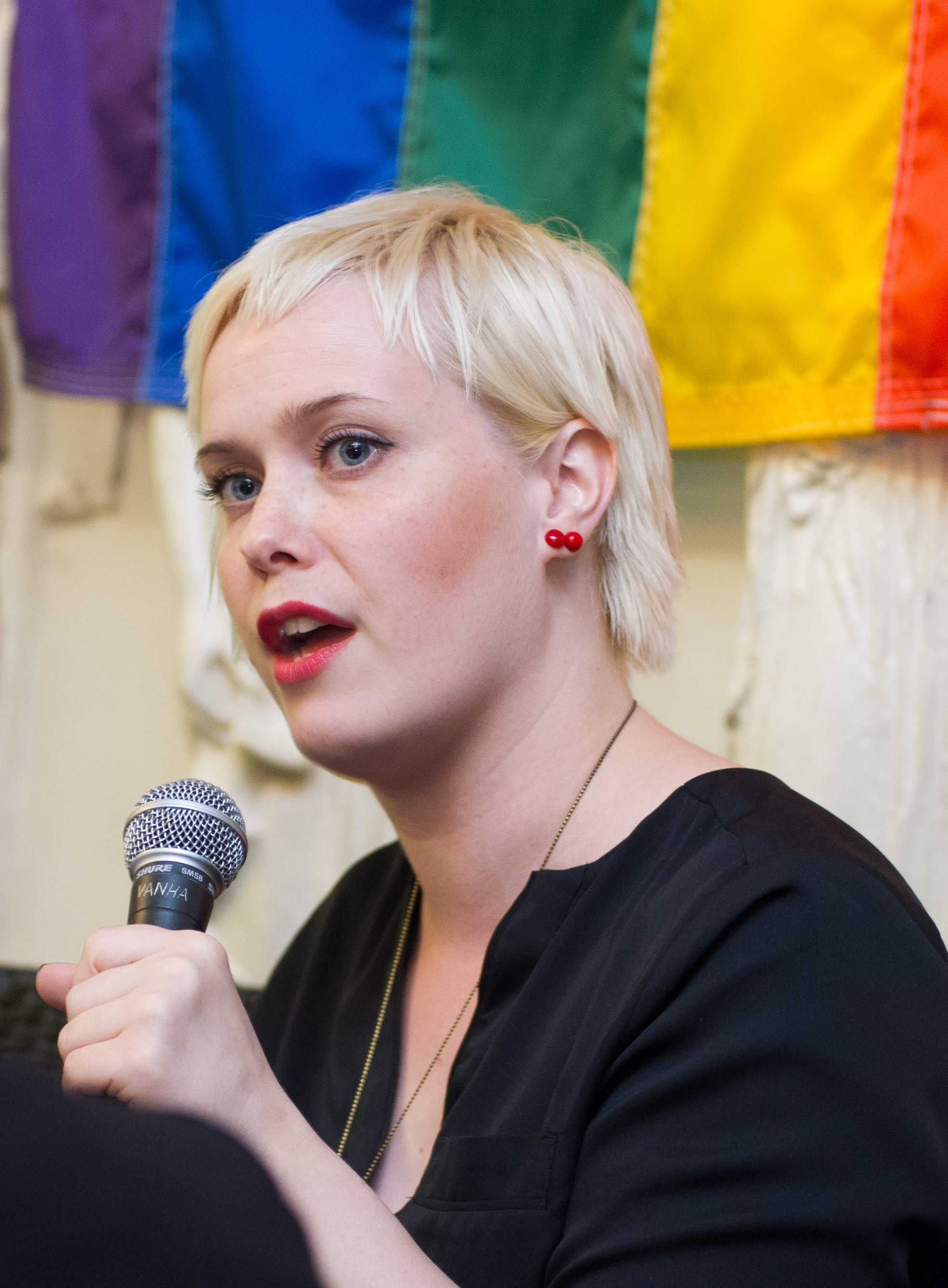
Kaisa Penny

1992-1997 hade förbundet roterande ordförandeskap och det land som innehade ordförandeskapet i EU var hade även ordförandeposten i Ecosy.
- 1997-1999 Andreas Schieder (Sozialistische Jugend Österreichs)
- 1999-2001 Hugues Nancy (Mouvement des Jeunes Socialistes / Frankrike)
- 2001-2003 Jan Krims (Verband Sozialistischer StudentInnen Österreichs)
- 2003-2005 Anders Lindberg (Sveriges Socialdemokratiska Ungdomsförbund)
- 2005-2009 Giacomo Filibeck (Sinistra Giovanile)
- 2009-2011 Petroula Nteledimou (Neolaia PASOK)
- 2011-2015 Kaisa Penny (Demarinuoret och SONK / Finland)[3]
- 2015-2017 Laura Slimani (Mouvement des Jeunes Socialistes)
- 2017-2019 Jao Alburquerque (Juventude Socialista)
- 2019- Alicia Horns (Juventudes Socialistas de España)

## Kongresser
- 1992 Haag
- 1994 München
- 1997 Strasbourg
- 1999 Toledo
- 2001 Wien
- 2003 Bommersvik
- 2005 Lissabon
- 2009 Bryssel
- 2011 Bukarest
- 2013 Bommersvik
- 2015 Winterthur
- 2017 Duisburg
- 2019 Helsingfors